# Voices (KSI-dal)
A Voices KSI brit rapper és énekes kislemeze, amin közreműködött Oliver Tree amerikai énekes, 2023. január 27-én jelent meg, a Warner Music Group és az Atlantic Records kiadókon keresztül. A dal szerzői a két előadó, Conor Blake Manning, Sara Boe, Mustafa Omer és James Murray. A kislemez producerei Mojam és Digital Farm Animals voltak.

## Háttér
Megjelenése előtt a dalt a két előadó egy negatív marketing stratégiával népszerűsítette. A kiadás előtti héten közösségi média-posztokban ismételték, hogy mennyire borzasztó a dal, ezzel próbálva figyelmet kelteni a megjelenésre. A dal témáját tekintve egy szakításról szól és az azt követő nehézségekről. KSI azt mondta a dalról, hogy „A Voices egy dal, amin életem egyik nagyon furcsa szakaszában dolgoztam. Ez a dal számomra nagyon fontos, mert egy nagy fejezetet jelent életemben. A szakításom után úgy éreztem, hogy jól vagyok, de a fejemben hallottam ezeket a hangokat, amik azt mondták nekem, hogy igazából nem vagyok annyira boldog, mint gondolnám.”

## Közreműködő előadók
Az ASCAP adatai alapján:
- KSI, vokál, dalszerző
- Oliver Tree, vokál, dalszerző
- Digital Farm Animals, producer, dalszerző
- Conor Blake Manning, dalszerző
- Sara Boe, dalszerző
- Mustafa Omer, dalszerző
- James Murray, dalszerző
- Mojam, producer

## Slágerlisták
| Slágerlista (2023)                    | Legmagasabb pozíció |
| ------------------------------------- | ------------------- |
| Egyesült Királyság (UK Singles Chart) | 11                  |
| Írország (IRMA)                       | 27                  |
| Szlovákia (Rádio Top 100)             | 48                  |
| Úz-Zéland (RMNZ Hot Singles)          | 5                   |

## Kiadások
| Régió       | Dátum            | Formátum(ok)                    | Kiadó(k)                            | For.  |
| ----------- | ---------------- | ------------------------------- | ----------------------------------- | ----- |
| Világszerte | 2023. január 27. | digitális letöltés streaming CD | Atlantic Records Warner Music Group | [ 1 ] |